# UTC−10
UTC−10 je vremenska zona.

## Kao standardno vreme (cele godine)
- Sjedinjene Države ( — Hawaii-Aleutian Standard Time)
  -  Havaji

Zavisne teritorije:
- Francuska Polinezija
  - Društvena ostrva
  -  Arhipelag Tuamotu
  -  Australska ostrva

/uključujući Tahiti/
- Ostrva Kuk (NZ)
- Tokelau (NZ)
- Atol Džonston

## Kao standardno vreme samo zimi (severna hemisfera)
- Sjedinjene Države ( — Hawaii-Aleutian Standard Time)
  -  Aljaska
    - Aleutska ostrva (Aljaska zapadno od 169° 30′ W)

## Kao letnje ukazno vreme (južna hemisfera)
- Samoa (od septembra 2010. g.[1])